# Pavel Jelínek (fyzik)
Ing. Pavel Jelínek PhD. (* 17. listopadu 1972) je český fyzik, který se specializuje na povrchy pevných látek a jejich studium metodou AFM. Jako člen mezinárodní skupiny vědců (Japonsko, Španělsko, ČR) kvantově-mechanickými výpočty potvrdil, že je možné touto metodou rozlišit i druh jednotlivých atomů (v uvedené práci se konkrétně podařilo experimentálně rozlišit chemicky rozdílné atomy umístěné na povrchu křemíkového substrátu). Od roku 2017 je doktor Jelínek garantem Vědecké rady pro obor fyzika Nadačního fondu Neuron.
Mezi jeho vědecké zájmy patří silně korelované systémy, teoretický popis AFM resp. STM a transportní procesy v nanostrukturách.